# Cronquistia
Cronquistia é um género botânico pertencente à família Asteraceae.
O género foi descrito por Robert Merrill King e publicado em Brittonia 20(1): 11. 1968. A espécie-tipo é Cronquistia pringlei (S. Watson) R.M. King.
A base de dados Tropicos indica como nome aceite para este género, Carphochaete A. Gray.
A base de dados The Planto List, indica uma única espécies neste género, Cronquistia pringlei (S.Watson) R.M.King, como sinónima de Carphochaete pringlei (S.Watson) Grashoff ex B.L.Turner.
Trata-se de um género reconhecido pelo sistema de classificação filogenética Angiosperm Phylogeny Website.